# شورش‌های ۱۹۴۶ لاپاز
شورش‌های ۱۹۴۶ لاپاز مجموعه ای از اعتصابات و اعتراضات خشونت آمیز فزاینده ای بود که با لینچ و به دار آویختن رئیس جمهور وقت، گوالبرتو ویلاروئل و فروپاشی کامل دولت او به اوج خود رسید. شورش ها در لاپاز پایتخت بولیوی بین ۸ تا ۲۱ ژوئیه ۱۹۴۶ رخ داد. آنچه با اعتصابات معلمان برای افزایش دستمزدها آغاز شد، با درگیری دانشجویان دانشگاه، کارگران سازمان یافته کارگری و غیرنظامیان با پلیس شهری و غیرنظامیان مسلح و طرفدار دولت، به سرعت تشدید شد. در پایان، کنترل موقت کشور به گروهی از نمایندگان سه گروه اعتصابی به ریاست قضات مستقل دیوان عالی دادگستری ناحیه قضایی لاپاز واگذار شد.

## بحران جولای

### زمینه
از زمان روی کار آمدن خود در دسامبر ۱۹۴۳، دولت رئیس جمهور گوالبرتو ویارروئل و همکارانش در جنبش ملی گرایی انقلابی (MNR) و لژ نظامی دلیل وطن (RADEPA) به تدریج محبوبیت اولیه اصلاح طلبانه خود را از طریق سرکوب مداوم و خشونت آمیز اعضای اپوزیسیون، روزنامه ها و شهروندان منتقد اقدامات دولت از بین بردند. بدترین حادثه در نوامبر ۱۹۴۴ رخ داد که گروهی از کودتاچیان دستگیر شده بدون محاکمه اعدام شدند و به پایین دره‌ای در نزدیکی چوسپیپاتا و چالاکولو پرتاب شدند.
نارضایتی در ژوئیه ۱۹۴۶ به اوج خود رسید. بحران اخیر زمانی رخ داد که معلمان در لاپاز، که دستمزدشان در آن زمان ۱۲/۵ دلار تا ۲۰ دلار در ماه بود،  در ۸ ژوئیه اعتصاب کردند و خواستار افزایش حقوق شدند. دولت نپذیرفت و اعلام کرد که افزایش دستمزدها باعث تورم می شود. این در حالی است که حدود ۵۶ درصد از بودجه ملی فقط برای ارتش هزینه می‌شد. در ۱۰ ژوئیه، دانشجویان دانشگاه عالی سن آندرس (UMSA) تظاهرات خود را در حمایت از معلمان برگزار کردند. پلیس تظاهرات متمرکز در میدان موریلو را با شلیک تفنگ و مسلسل متفرق کرد و ۳ کشته و ۱۱ زخمی بر جای گذاشت. دفن مردگان در روز بعد الهام بخش تجمعات جدیدی شد که منجر به تلفات بیشتر شد.

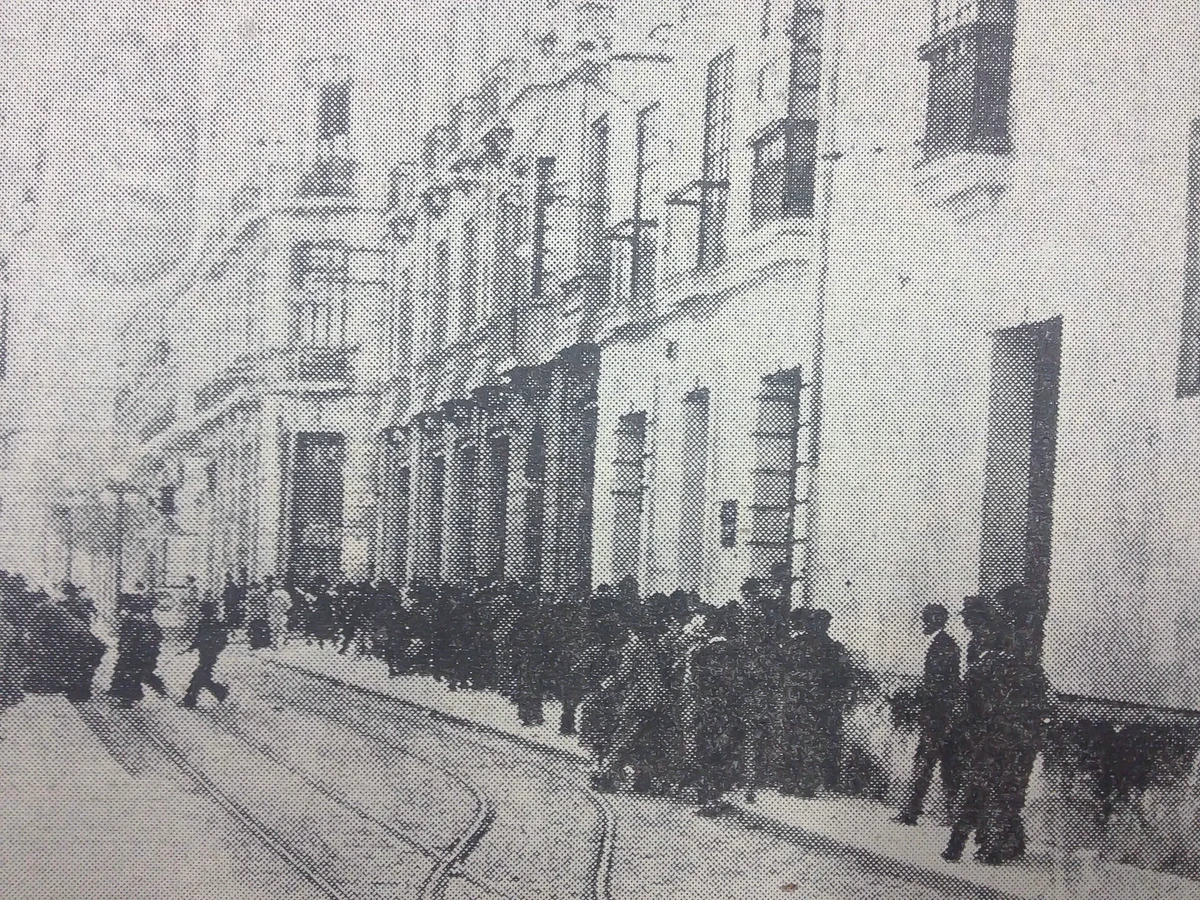
مردم بسیج شده کم کم از Calle Ballivián وارد میدان موریلو می شوند.

### سنگسار دانشگاه سن آندرس|دانشگاه عالی سن آندرس UMSA
وضعیت پرتنش فزاینده باعث شد که دولت جشن های ۱۶ ژوئیه را در جشن سالگرد مدنی لاپاز متوقف کند. در آن شب و در ساعات اولیه ۱۷ ژوئیه، گروهی متشکل از بیست نفر از اعضای MNR به رهبری وزیر کشاورزی، خولیو زوازو کوئنکا، UMSA را سنگسار کردند و شیشه های آن را با تفنگ و سنگ شکستند. اگرچه بقیه شهر به شدت محافظت می شد، اما شاهدان عینی گفتند که در طول این حمله نیم ساعته یک پلیس یا سرباز در معرض دید نبود.
این ژست دانشجویان دانشگاه را که از محله‌های مختلف بازدید کردند و شهروندان لاپاز از همه بخش‌های اجتماعی را در کنار خود جمع کرد. جمعیت در مرکز شهر جمع شدند و فریادهای "مرگ بر ام ان آر MNR!" و "مرگ بر چکمه نظامی!" در  پالاسیو کومادو، کاخ دولتی وضع شدند. تیراندازی های جزئی در برخی مناطق با شلیک شورشیان به پادگان هنگ "کالاما" و بخش ترافیک در نزدیکی بازار رودریگز رخ داد. در جریان یک تجمع، پلیس برگل کامبروس، دانش‌آموز مدرسه صنعتی «پدرو دومینگو موریلو» را به ضرب گلوله کشت.

### نقطه عطف بحران
بعد از ظهر آن روز، رهبری MNR زوآزو کوئنکا را به دلیل نقشش در رهبری حمله به دانشگاه از حزب اخراج کرد. با این حال، در ۱۸ ژوئیه، دولت مطبوعات صبحگاهی بیانیه رسمی اعلام اخراج زوزا کونچا را از حزب تکذیب کردند. در حوالی ساعت ۶ صبح، پلیس تلاش کرد به زور وارد UMSA شود، علی‌رغم اینکه حضور آن‌ها به‌طور رسمی توسط قانون خودمختاری دانشگاه ممنوع شده بود. با این حال، دانشجویان با سلاح‌های کوچک در ورودی‌ها را سد کرده بودند، مسدود شدند. در نهایت تنش ها حدود ساعت ۱۰ صبح به اوج خود رسید که در نهایت تیراندازی و خشونت پراکنده بین پلیس و دانشجویان آغاز شد. علی‌رغم تمرکز پلیس بر دانشجویان، کمی بیش از ۱۲ نفر از حدود ۴۰۰ تظاهرکننده مسلح بودند. علاوه بر این، اندکی پس از شروع تیراندازی، غیرنظامیان طرفدار دولت مسلح به تفنگ اجازه ورود به شهر را گرفتند. اکنون دانشجویان خواستار برکناری تمامی اعضای MNR از کابینه شدند. در ساعت ۱۱ صبح، فرماندهی عالی MNR اعضای خود را برای ارزیابی وضعیت نامطمئن به کاخ قانونگذاری فراخواند. تا ظهر، تمام خیابان‌های مرکز شهر برای عبور از آن خطرناک‌تر از آن بودند و تعداد کمی از مشاغلی که صبح باز بودند، بسته شدند. آن روز اولین درگیری در ساختمان ترانزیتی رخ داد که ۱۰ کشته برجای گذاشت.
تا بعدازظهر، ارتش که تا آن زمان نسبتاً از وضعیت فاصله داشت، شروع به ایفای نقشی مهم و فزاینده کرده بود. با این حال، در این مرحله، تنها به صورت تدافعی یا در مواقعی که املاک مهمی مانند بازار توسط دانشجویان اشغال شده بود، تحت دستور بود که شلیک کنند. ویلاروئل در تلاشی برای متفرق کردن جمعیت فزاینده به هنگ چهارم پیاده نظام لئوا "Loa" و هنگ دوم توپخانه بولیوار دستور داد تا به داخل شهر حرکت کنند. ویلاروئل در صحبت با رادیو اطمینان داد که دولت کنترل کامل اوضاع را در دست دارد و شورش ها را به گردن روسکا Rosca ، شرکت های معدنی سرمایه داری انداخت.

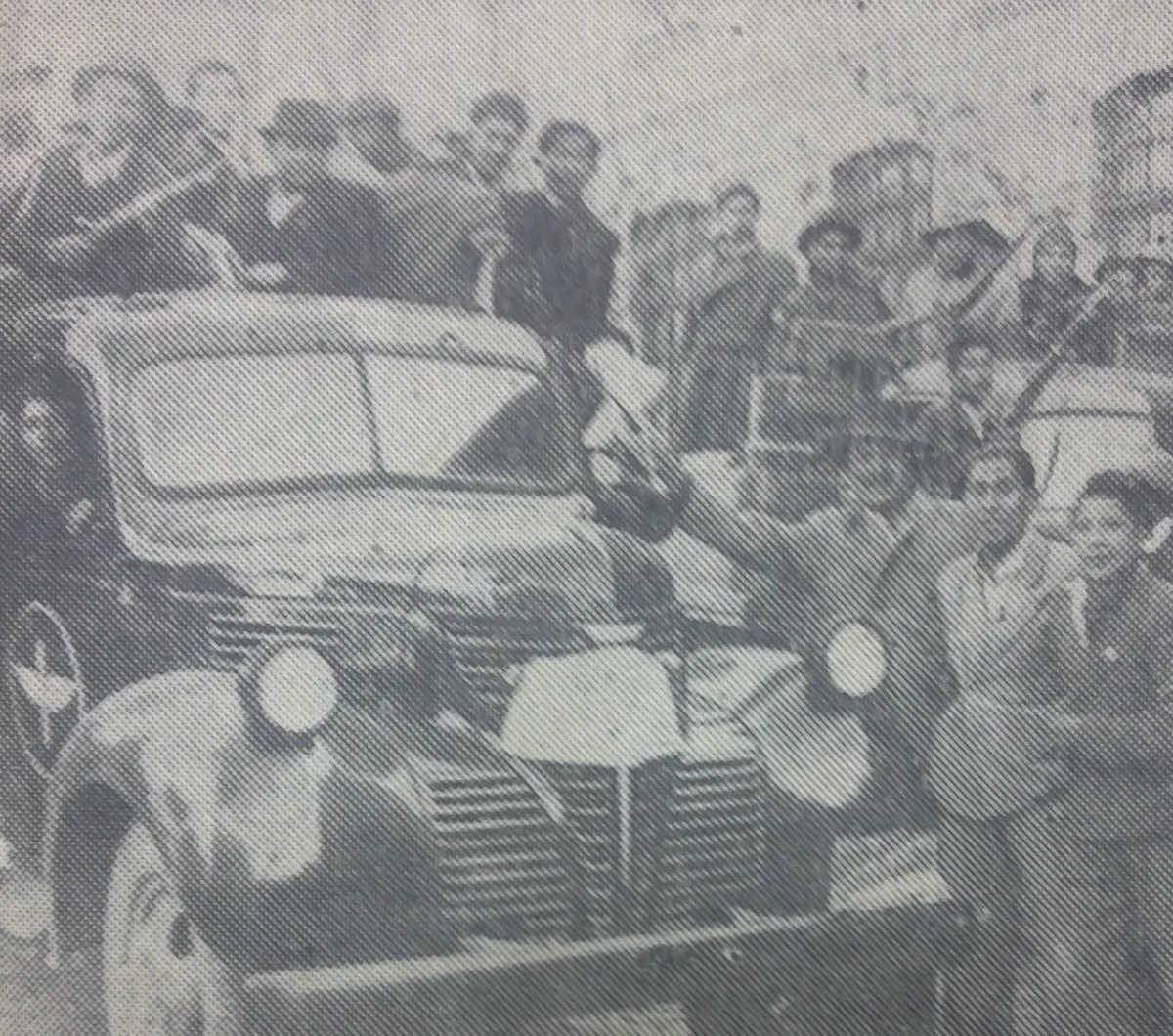
شهروندان مسلح اورورو برای پیوستن به شورش در لاپاز وارد شدند.

جوزف فلک ، سفیر ایالات متحده، وضعیت را از نقطه نظر خود در سفارت ایالات متحده توصیف کرد: "ما احساس می کنیم که در میانه جنگ هستیم و غیرممکن است که کسی ساختمان را ترک کند."  فلاک همچنین اعتراض کرد که دو پلیس مسلح به سفارت حمله کرده اند تا مسلسل ها را روی پشت بام نصب کنند. در آن شب، فلاک به همراه سفیر برزیل رناتو د لاسردا لاگو، سفیر پرو ادواردو گارلند روئل، وزیر اکوادور هوگو مونکایو و مسئول پاپ گاستون موجایسکی با سرپرست وزیر امور خارجه، سرهنگ خوزه سلستینو پینتو ، پینتو به رئیس جمهور پیشنهاد کرد برای آرام کردن امور به دانشجویان دستور عف عمومی صادر کند. پس از نشست با نمایندگان خارجی، دیداری بین ویلاروئل و رئیس UMSA، هکتور اورماچیا، انجام شد و پس از آن رئیس جمهور دستور داد تا همه دانشجویان دانشگاهی که در درگیری ها دستگیر شده اند آزاد شوند.
شب ۱۸ ژوئیه شاهد بارش شدید برف شهر را فرا گرفت. ساعت ۱:۳۰بعد از ظهر در ۱۹ ژوئیه، در یک ستون، هنگ "لوا" و هنگ ۵ سواره نظام "لانزا" با دستور اشغال برخی از گوشه‌های شهر به لاپاز آمدند. پلیس شهرداری از دیدگان ناپدید شده بود و به‌طور کامل با نیروها جایگزین شده بود. در جریان تظاهراتی در پلازا موریلو، دو گلوله هفت تیر به سمت فرماندهان ارتش که در بالکن پالاسیو کوئمادو ایستاده بودند شلیک شد. یک گلوله به سرهنگ فرانسیسکو باررو اصابت کرد و گلوله دیگری به پای سرهنگ پینتو اصابت کرد. به بخشی از "لوا" دستور داده شد که به سمت میدان موریلو حرکت کنند، اما پس از ورود، مشاهده شد که تظاهرات سازمان یافته در حال فروپاشی است، بنابراین مداخله ارتش دیگر ضروری نبود. در بعد از ظهر، فلاک پلازا موریلو را به عنوان «یک اردوگاه مسلح با مسلسل‌های سبک و سنگین و چندین قطعه ضدهوایی در نقاط استراتژیک  به امانت می‌دهد» توصیف کرد. در ساعت ۶ بعدازظهر، تظاهرکنندگان سعی کردند دوباره وارد پلازا موریلو شوند. علیرغم درخواست پینتو به سربازان برای شلیک نکردن، تیراندازی با تلفات شدید هم در میان معترضان و هم در میان سربازان رخ داد. نبرد با عقب نشینی تظاهرکنندگان پایان یافت. یک بیانیه رادیویی بعداً اعلام کرد که سی و دو مرد در هتل پاریس به دلیل شلیک به جمعیت برای القای حکومت دستگیر شدند.

### حرکت ملی انقلابی استعفا می دهد
کارگران راه‌آهن اکنون به دانشجویان پیوسته بودند و اولتیماتومی صادر کردند و خواستار حذف ام ان آر MNR از کابینه ویلاروئل شدند. برخی از سندیکاهای نسبتاً مهم کارگران نیز اعتصابات عمومی خود را فراخوانده بودند. با توجه به این وضعیت، به ویارول توصیه شد که دولت خود را از ام ان آر MNR جدا کند تا به کشور اطمینان دهد. پنج وزیر نظامی ( گوستاوو چاکو از امور خارجه، ادموندو نوگالس از دولت، خوزه سلستینو پینتو از دفاع، آنتونیو پونس از خدمات عمومی، و خورخه کالرو از آموزش و پرورش) استعفای خود را برای تحت فشار قرار دادن سه نفر از ام ان آر MNR (ویکتور پاس استنسورو وزیر امور مالیه، جرمن مونروی بلاک وزیر کار و جویو زوزا وزیر کشاورزی) تحویل داند. با این حال، آنها از پیروی نکردند. در جلسه ای بین ویلاروئل و پاز استنسرو، تصمیم رئیس جمهور برای درخواست استعفای ام ان آر MNR یک "ناسپاسی و خیانت" است و ابراز نگرانی کرد که "آزار و شکنجه علیه ما آغاز شود". در پایان، پاز استنسرو موافقت کرد که استعفای ام ان آر MNR را در روز بعد در ازای ضمانت‌های ایمنی ارائه کند. در ساعت ۱۰ شب، یک بیانیه رادیویی از قصد رئیس جمهور برای تشکیل کابینه جدید و تمام نظامی خبر داد.

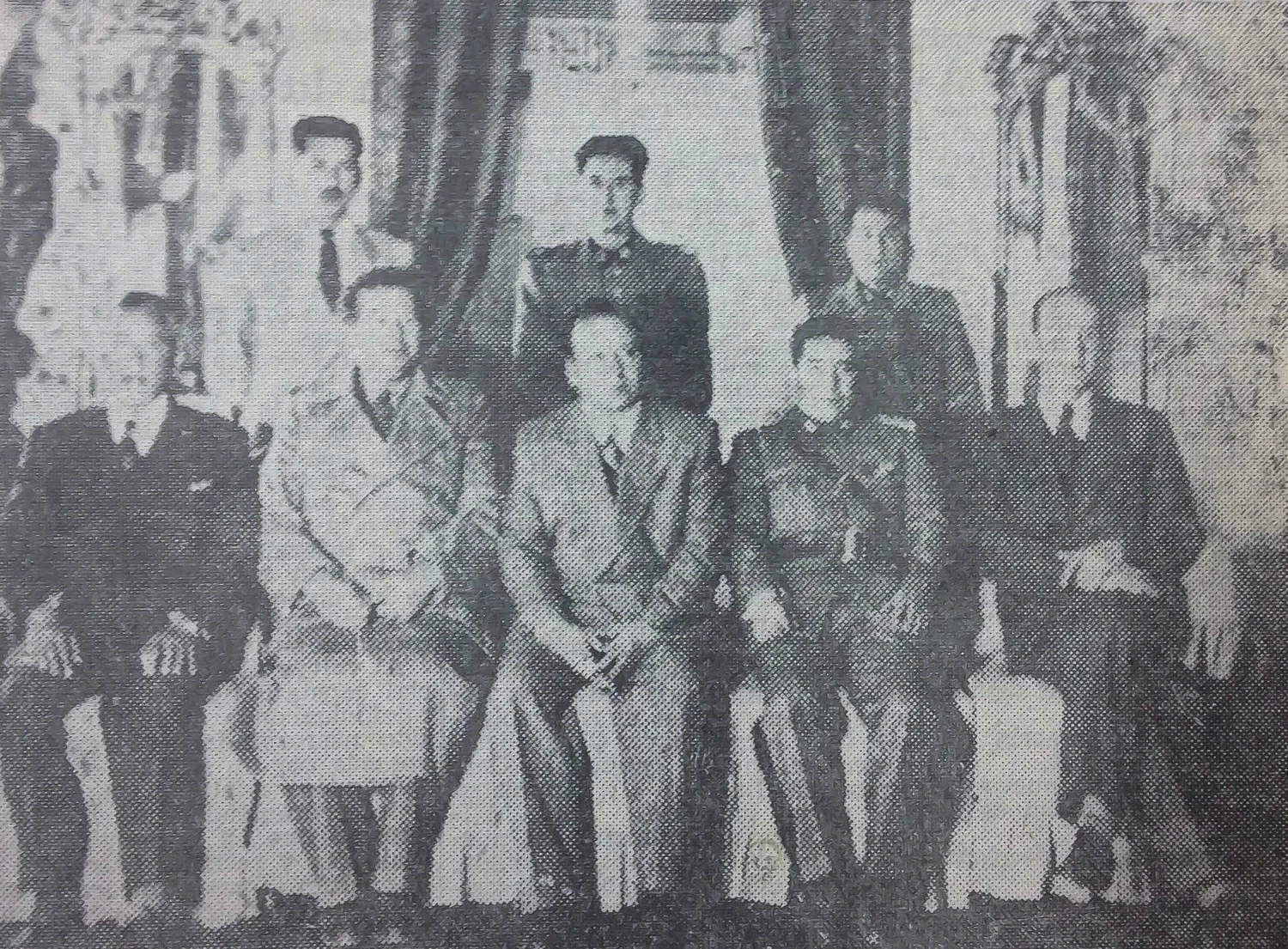
آخرین عکس زنده از ویارول در حال ارائه کابینه جدیدش، ۲۰ ژوئیه ۱۹۴۶.

در صبح ۲۰ ژوئیه، زوآزو کوئنکا، مونروی بلاک و شهردار لاپاز خوان لوئیس گوتیرز گرانیر در خانه پاز استنسورو ملاقات کردند. در تهیه پیش نویس استعفای MNR تاخیر وجود داشت و تا ساعت ۷ بعدازظهر رسما نمی رسید. با این حال، رئیس جمهور حتی قبل از دریافت آن، کابینه جدیدی را متشکل از یک ژنرال، سه سرهنگ، سه سرهنگ دوم و یک سرگرد منصوب کرد. با این حال، به دلیل این واقعیت که حداقل دو تن از وزرای جدید نظامی از طرفداران ام ان آر MNR بودند، نارضایتی ادامه یافت. برعکس، کابینه جدید در بخشی که تا کنون به رژیم ویلاروئل وفادار بوده است، تردیدهایی برانگیخته است: نیروهای مسلح. در میان سربازان و مقامات وزارت دفاع، ستاد کل و همچنین هنگ‌های «سوکره» و «لوآ» از این که کنترل کامل ارتش و اکنون دولت به‌صورت منفرد در اختیار عده‌ای قرار گرفته بود، خشم وجود داشت. اعضای لژ رادپا RADEPA این عقیده که رئیس جمهور باید استعفا دهد به‌طور فزاینده ای افزایش یافت.

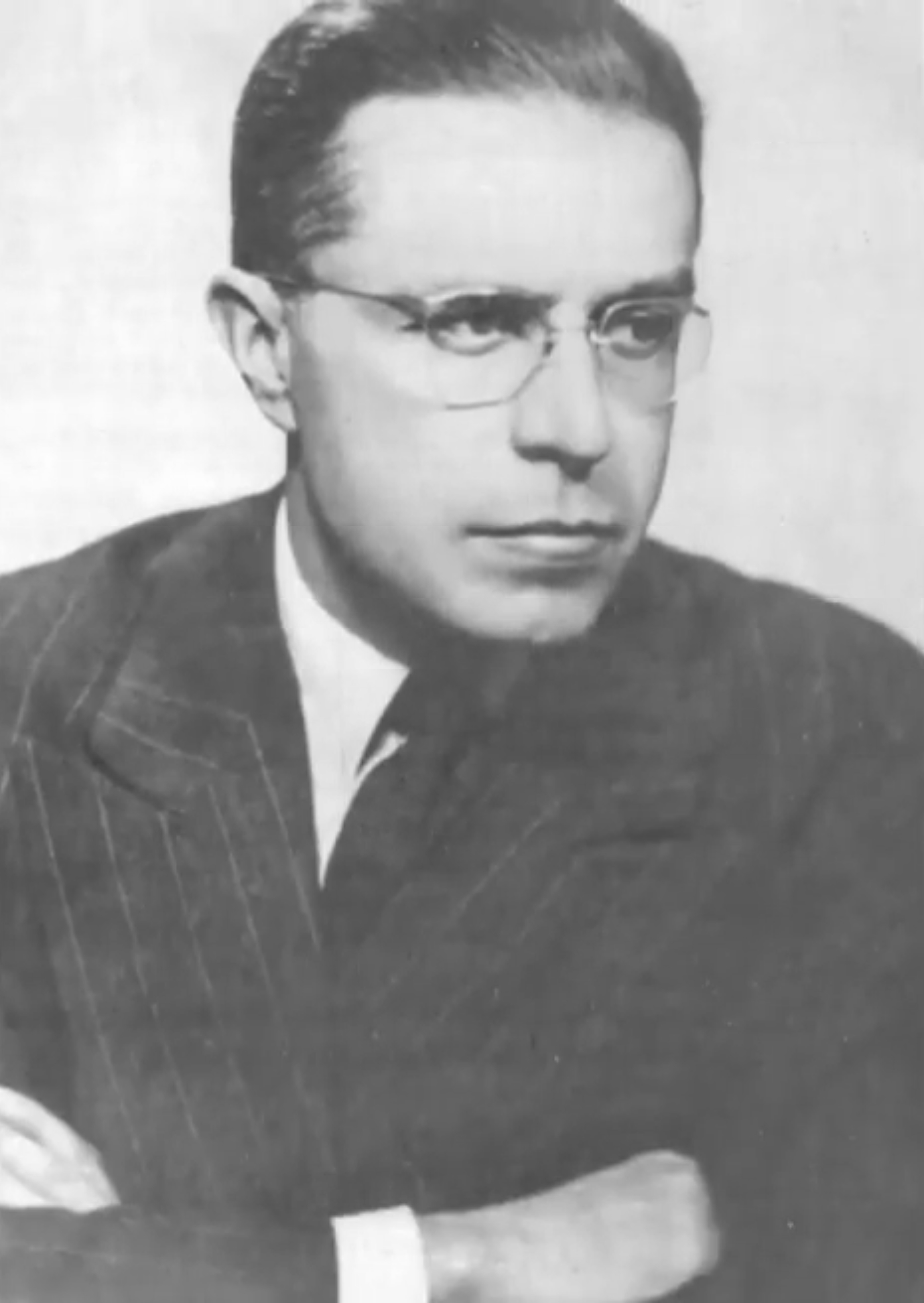
ویکتور پاز استنسرو، وزیر دارایی و رئیس MNR.

### دخالت ارتش
در ساعت ۸ شب، فرماندهان هنگ های "لانزا" و "سوکره" و همچنین فرمانده انستیتوی جغرافیایی نظامی در ستاد کل دیدار کردند و درخواست رسمی مبنی بر استعفای رئیس جمهور از سمت خود را ارائه کردند. در پایان جلسه، ژنرال آنخل رودریگز، وزیر دفاع تازه منصوب شده، این فرماندهان را به پالاسیو کوئمادو برد تا شخصاً درخواست آنها را به ویلاروئل برساند. در ساعت ۱۱ شب، رودریگز درخواست ارتش ویارول را برای استعفای وی اعلام کرد. به گفته رودریگز: رئیس جمهور انتظار این کودتا را نداشت. حیرت او ناراحت کننده بود، اما بلافاصله واکنش نشان داد و با حالتی آرام گفت: اگر دیگر حمایتی نداشته باشم، حاضرم استعفا بدهم. ریاست جمهوری بار وحشتناکی است». ویلاروئل کابینه خود و حدود ۴۰ فرمانده و افسر نظامی، نمایندگان تمام واحدها و مؤسسات نظامی لاپاز را احضار کرد. این جلسه پرتنش از ساعت ۲۳ روز ۲۰ ژوئیه تا ۳ بامداد روز ۲۱ ژوئیه ادامه داشت. در یک نقطه، دستیار رئیس جمهور، کاپیتان والدو بالیویان، به داخل اتاق هجوم برد و هفت تیر خود را به سمت کاپیتان میلتون لوپز گرفت و او را متهم به خائن کرد که به خاطر تماس تلفنی با ستاد کل برای درخواست افسران نظامی بیشتر برای حضور در جلسه، او را متهم به خیانت کرد. نشستی برای تحمیل اکثریتی که باعث استعفای ویارئل شود. در نهایت، رئیس جمهور ویلاروئل با استعفای معاون رئیس جمهور جولیان مونتلانو به عنوان جانشین وی موافقت کرد. با این حال، همه حاضران این موضوع را رد کردند زیرا مونتلانو به MNR تعلق داشت و مردم در آن زمان نمی خواستند اشاره ای به آن حزب در دولت داشته باشد. این کنفرانس در نهایت با اختلاف نظرها منحل شد، اگرچه به این نتیجه رسیدند که حفظ وضعیت رئیس جمهور بدون حمایت کامل ارتش دشوار خواهد بود، با در نظر گرفتن این که بسیاری از نیروهایی که در محل اقامت داشتند دارای بستگانی بودند که در درگیری های قبلی کشته شده بودند.

### پرواز ام ان آر MNR

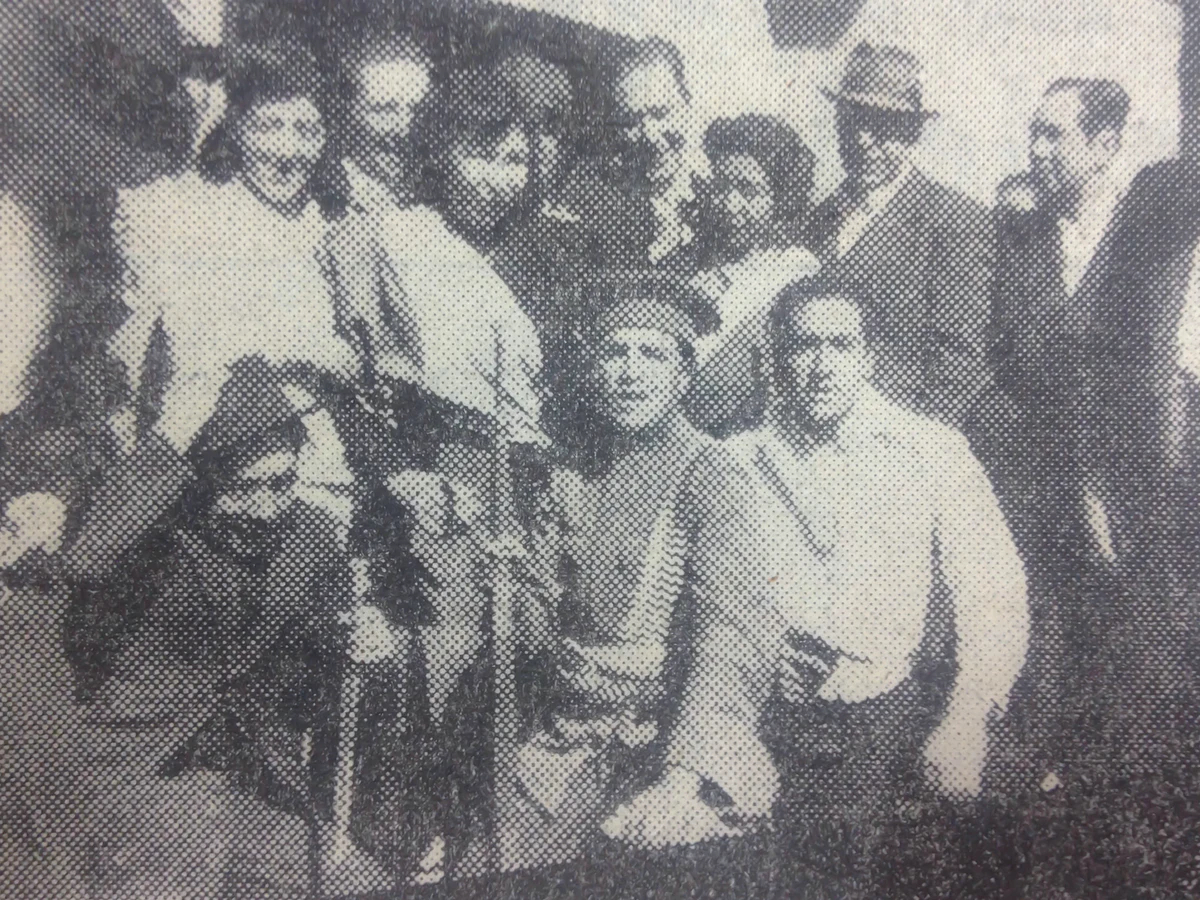
سربازانی که به شورش پیوستند این کار را در حالی انجام دادند که کلاه‌های خود را به عقب برگردانده بودند.

حوالی ساعت دو یا سه بامداد ۲۱ ژوئیه، معاون رئیس جمهور لوئیس اوریا د لا اولیوا با دفتر شهردار تماس گرفت و اعلام کرد که مدیر کل حمل و نقل، سرگرد ماکس تولدو، نیاز فوری به صحبت با شهردار گوتیرز گرانیر یا پاز دارد. استنسرو. تولدو به پاز اسفثدسورو اطلاع داد که نیروهای مسلح همچنان تقسیم شده اند و صبح ارتباط برقرار خواهد کرد. این به عنوان تأییدی بر روی آوردن ارتش علیه دولت در نظر گرفته شد. پاز استنسرو بلافاصله مجموعه‌ای از شماره‌های تلفن را به مونروی بلاک دیکته کرد که آن‌ها را روی یک تکه کاغذ یادداشت کرد و به او و اسرائیل کاماچو دستور داد که به مرکز تلفن واقع در همان ساختمان دفتر شهردار رفته و خط تلفن پالاسیو کوئمادو را از تلفن‌های ستاد کل، وزارت دفاع، منطقه نظامی، هنگ "کالاما"، زرادخانه جنگ، و اداره پلیس قطع کند. وقتی معاون MNR آلفونسو فینو به پاز استنسرو اطلاع داد که این می تواند ویارول و نوگالس را به خطر بیندازد، او پاسخ داد: «مهم نیست، آنها را خراب کن. بیا بریم". پس از اینکه مونروی بلاک و کاماچو وظیفه خود را در قطع تلفن های کاخ کامل کردند، MNR دفتر شهردار را رها کرد و به دنبال پناهندگی بود. اگرچه گوتیرز گرانیر تلاش کرد تا ساختمان را با زنجیر قفل کند، پاز استنسسورو به سرعت به او حمله کرد و آن را باز گذاشت.

### هرج و مرج در لاپاز
با فرا رسیدن صبح، فعالیت ها و تظاهرات روزهای قبل از سر گرفته شد. گروهی از این معترضان ساختمان شهرداری را کشف کردند و به آن یورش بردند و اسلحه و مهمات ذخیره شده در آنجا را کشف کردند. پس از این، آنها با هدف جستجوی سلاح های بیشتر، توجه خود را به سمت اداره کل ترانزیت معطوف کردند. به محض ورود آنها حدود ساعت ۹:۳۰ صبح، آنها با مقاومت مواجه شدند و تیراندازی در آونیدا سانتا کروز آغاز شد. در این مرحله، تنش به حد بحرانی رسیده بود و شورش ها و اعتراضات به یک قیام تمام عیار تبدیل شد. پس از سقوط ساختمان ترانزیت، تصمیم به حمله به پانوپتیکون گرفته شد که با مقاومت کمی گرفته شد. زندانیان سیاسی و عادی آزاد شدند و به شورش پیوستند. با گسترش ناآرامی ها در شهر، ساختمان های دیگری از جمله پادگان هنگ کالاما، مدرسه پلیس، دفتر تحقیقات، رادیو ایلیمانی، وزارت دولت و مؤسسه نظامی اشغال شدند که دانشجویان آن به شورش ملحق شدند. جلای کلاه های نظامی خود را برای نشان دادن همبستگی برمی گرداند. بعداً نیروهای "لوا" به آنها ملحق شدند که همین کار را با کلاه های خود انجام دادند. هیچ‌یک از واحدهای نظامی برای دفاع از رژیم به خیابان ها نیامدند. در همین حال، دانشجویان دانشگاه تصمیم گرفتند برای شناسایی خود، پیوندهای متحدالشکل خود را حذف کنند. با افزایش خشونت آمیز تظاهرات، سرگرد تولدو، مدیر کل حمل و نقل و عضو رادپا RADEPA، در مجاورت میدان سن پدرو به قتل رسید. جسد او با الهام از حلق آویز کردن و هتک حرمت جسد بنیتو موسولینی در سال قبل، اولین نفر از بسیاری بود که در میدان آویزان شد.
در میان هرج و مرج، فلاک سفیر ایالات متحده فوراً تلگرام کوتاهی را ارسال کرد که در آن نوشته شده بود: «آنارشی در لاپاز در جریان است. دانشجویان و مردم اسلحه و مهمات را از کاخ شهرداری تامین کرده و به مقر ترافیک حمله کرده و آن را تصرف کرده‌اند. هیچ مدرکی از سرباز یا پلیس در خیابان ها وجود ندارد. لطفاً به ادارات جنگ و دادگستری اطلاع دهید." 

### ویارئل استعفا داد
از آنجایی که شهر خود را در وضعیت هرج و مرج می دید، تنها مکان نسبتاً آرام پالاسیو کوئمادو بود. کاخ تقریباً خالی بود، مگر ویارول، دستیارش بالیویان، اوریا معاون وزیر، دو یا سه وزیر، سرهنگ لوئیس آرس پاچکو، رئیس خانه نظامی، و کاپیتان رونالد مونجه روکا. در صبح، هیئتی از هوانوردان نیروی هوایی بولیوی برای اسکورت ویلاروئل به پایگاه هوایی ال آلتو "جایی که اجازه نمی دهند مگس او را اذیت کند" وارد شد. از آنجا، آنها قصد داشتند او را برای درخواست پناهندگی به آریکا، شیلی پرواز دهند. اگرچه کارکنانش از او خواهش کردند که برود، ویارول بلاتکلیف ماند تا اینکه کاپیتان خوان موریرا او را متقاعد کرد: "سرهنگ من، شما سه روز است که نخوابیده ای. بنابراین، ذهن شما در موقعیتی نیست که بتواند تمام خطراتی را که در اینجا شما را احاطه کرده است، تشخیص دهد». زمانی که سرهنگ نوگالس، دوست نزدیک او و وزیر دولت تا روز قبل، نظر خود را علیه فرار رئیس جمهور بیان کرد، ویارول قبلاً با همکارانش خداحافظی کرده و کت خود را بر تن کرده بود. پس از چند صحبت با کاپیتان موریرا، هوانیروز بدون ویارروئل رفتند.

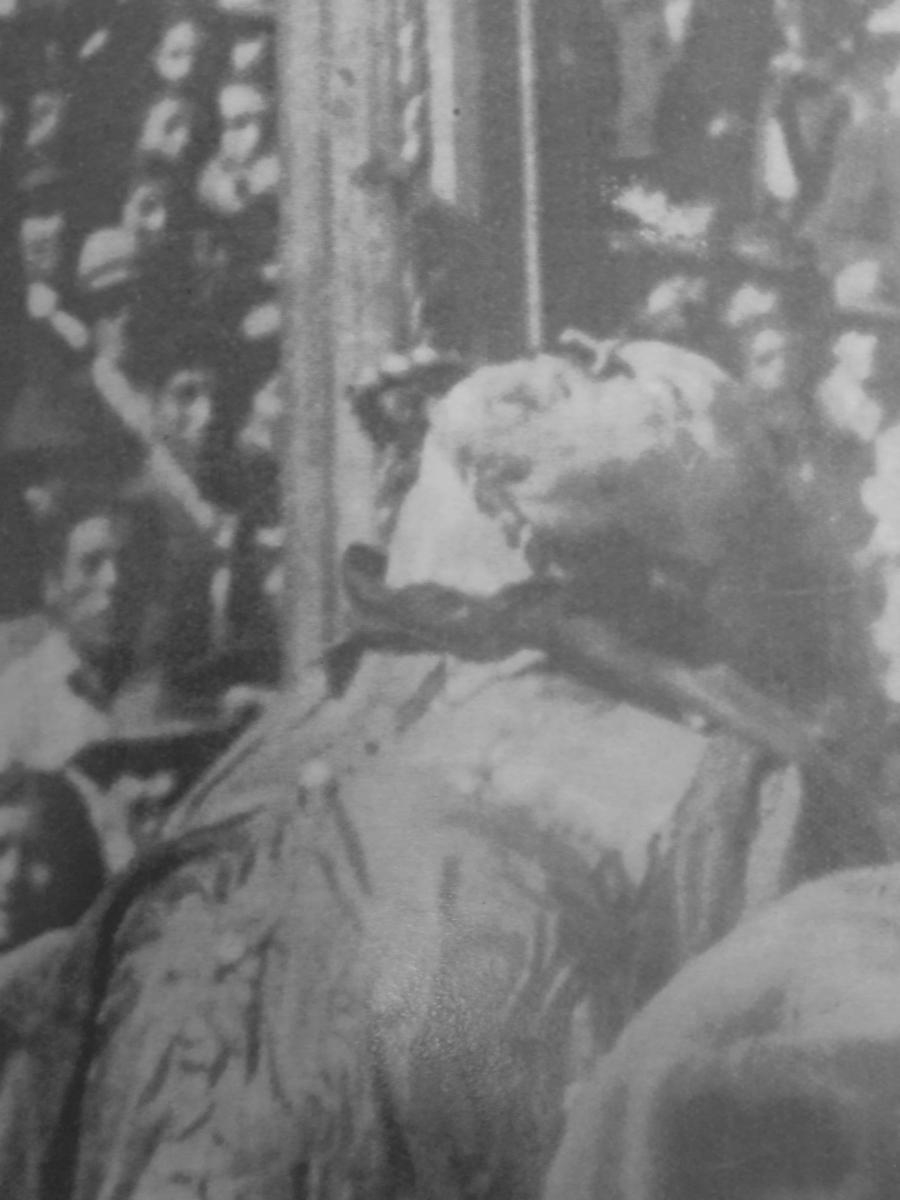
رئیس جمهور گوالبرتو ویاروئل در پلازا موریلو لینچ و به دار آویخته شد.

حوالی ساعت ۱۱ صبح، ویلاروئل با ادواردو مونتس و مونتس، رهبر حزب لیبرال ، که یک دوست قدیمی و همقطاری او در طول جنگ چاکو بود، ملاقات کرد. مونتس بعداً نقل کرد که ویارول از او پرسید: "تو چه توصیه‌آي می کنی؟" وی پاسخ داد: آقای رئیس جمهور استعفا دهید. هنگام خروج مونتس، سرهنگ خورخه چاوز به او اطلاع داد که رئیس جمهور در حال تهیه پیش نویس استعفای خود است و از او خواست بماند و آن را دریافت کند. مونتس ده دقیقه منتظر ماند و تصمیم گرفت از ساختمان خارج شود. ویلاروئل استعفای خود را به ژنرال داماسو آرناس، فرمانده کل نیروهای مسلح ارائه کرد. در این نامه آمده است: "با آرزوی کمک به آرامش کشور از سمت ریاست جمهوری در قانون اساسی در شخص فرمانده کل نیروهای مسلح کشور استعفا می دهم."  مشخص نیست که آیا آرناس هرگز به عنوان رئیس جمهور سوگند یاد کرده است یا خیر. ساعت ۱:۳۰ بعد از ظهر، آنخل رودریگز، وزیر دفاع، بیانیه‌ای رسمی صادر کرد و اعلام کرد که ویلاروئل استعفا داده و دولت به حکومت نظامی سپرده شده است.

### محاصره پلاسیو کومادو Palacio Quemado
اما تا آن زمان، دیگر پایان آسان اعتراضات و شورش ها از طریق استعفای رئیس جمهور ممکن نبود. از کناره‌گیری ویلاروئل بی‌اطلاع، جمعیت‌های ضددولتی پلازا موریلو، محل پالاسیو کوئمادو را تحت کنترل گرفتند و آن را محاصره کردند. آنچه تعداد کمی از مقامات در کاخ باقی مانده بود به سرعت پراکنده شدند. سرهنگ آرس پاچکو در‌‌حالی که به دنبال راهی برای بیرون آوردن ویلاروئل از ساختمان از طریق یکی از پشت بام‌های همسایه بود، از طریق شکم مورد اصابت گلوله قرار گرفت و در یک حیاط داخلی فرو ریخت.

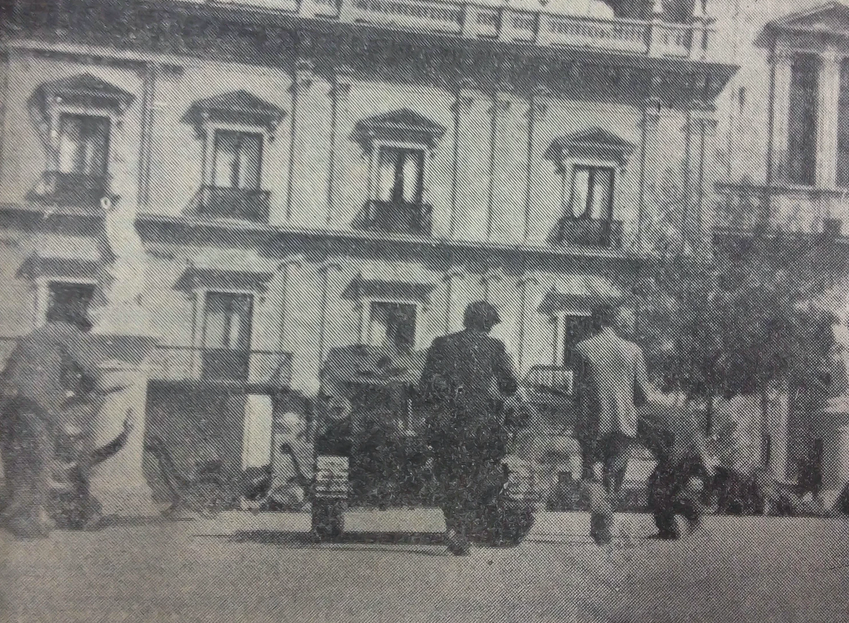
حمله در پلاسیو کومادو، جایی که ویارروئل در آن بود، آغاز می شود.

پالاسیو کوئمادو با گارد معمولی خود متشکل از ۲۴ سرباز که از هنگ "سوکره" به فرماندهی ستوان دوم فدریکو لافایه بوردا و چند سرباز از مدرسه موتوری به رهبری کاپیتان فیدل تلز تشکیل می‌شدند، تنها دفاع حداقلی داشت. در‌حالی که نیروهای آن‌ها در حال درگیری با مهاجمان بودند، یک تانک از مدرسه موتوری از دروازه کاخ برخورد کرد. اینکه آیا راننده آن قصد فرار داشت یا با جنبش دانشجویی همدردی می‌کرد و فرار کرده بود، مشخص نیست، اگرچه انقلابیون به دومی معتقد بودند. آشوبگران دیوانه با خشم قاتل به پالاسیو کوئمادو یورش بردند. ویلاروئل در یک کمد در دفتر سازماندهی مجدد و کارآمدی اداری در طبقه همکف کاخ پنهان شده بود. روایت های مختلفی از اتفاق بعدی وجود دارد: یکی ادعا می‌کند که یکی از انقلابیون با شنیدن صدایی، مسلسل خود را از در بسته‌ی کمد شلیک کرد و با بازکردن آن جسد مجروح مرگبار ویلاروئل را کشف کرد. یکی دیگر ادعا می‌کند که ویلاروئل خودش کمد را باز کرد و هفت تیر خود را به سمت مهاجمانش شلیک کرد و سپس با شلیک گلوله سقوط کرد. نسخه سوم می‌گوید که وقتی کشف شد، فریاد زد: "من ویارروئل نیستم، من آلفردو مندیزابال هستم، رئیس PIR (یکی از رهبران انقلاب)".
در هر صورت، ویارئل در ساعت ۲:۳۰ در کاخ پالاسیو کوئمادو درگذشت. بعد از ظهر  و جسد او از طریقپرتاب از پنجره به خیابان آیاکوچو پرت شد. سپس لباس‌هایش را پاره کردند، بدنش را به طرز وحشتناکی مثله کردند و جسد تقریباً برهنه‌اش را روی تیر چراغ برق آویزان کردند. همان سرنوشت در مجاورت خیابان‌های اطراف توسط کاپیتان بالیویان، معاون وزیر اوریا، و مدیر مطبوعات رژیم، روزنامه نگار روبرتو هینوجوزا، که اجساد او به‌طور مشابه مورد هتک حرمت قرار گرفت، یافت شد.

## عواقب

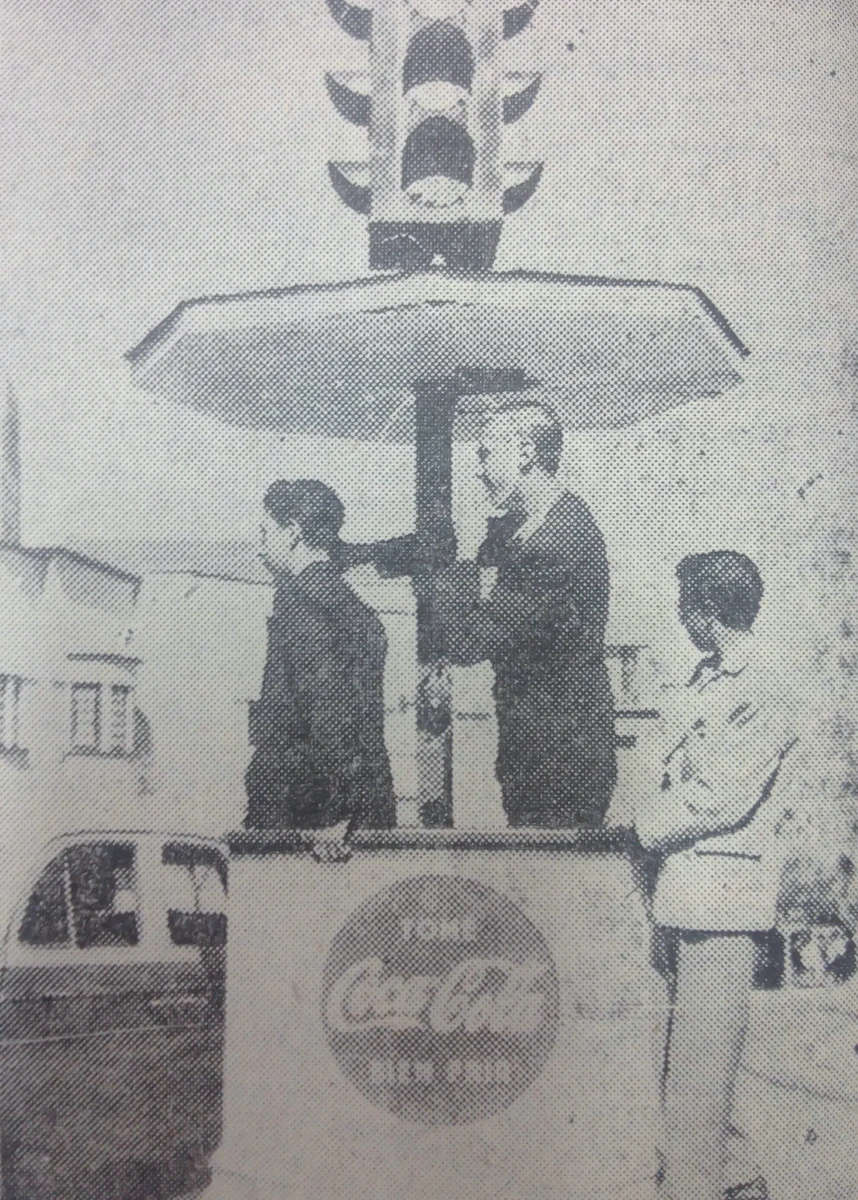
برای مدتی پس از شورش ها، دانشجویان UMSA وظیفه هدایت ترافیک لاپاز را بر عهده گرفتند.

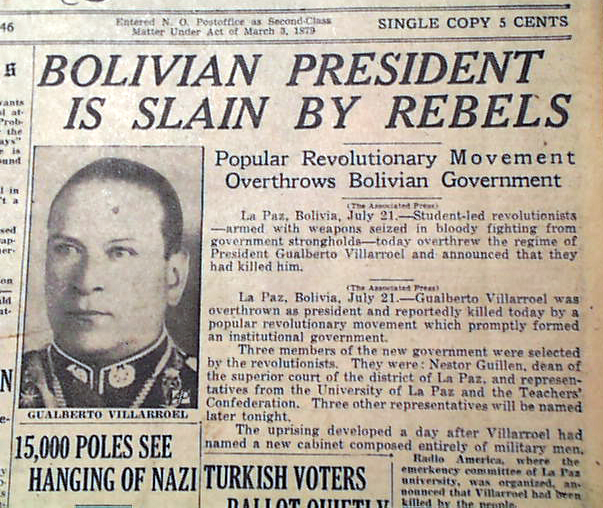
روزنامه تایمز پیکایون در مورد مرگ ویلاروئل در ۲۲ ژوئیه گزارش می دهد

به محض پایان یافتن شورش، تصمیم گرفته شد که فرماندهی موقت دولت به دادگاه عالی دادگستری ناحیه قضایی لاپاز که قاضیان آن باید رهبری یک نظامی موقت به ریاست توماس مونژه، رئیس دادگاه ناحیه عالی را بر عهده بگیرند، محول شود. از آنجایی که مونژه بیمار بود و از این رو نمی‌توانست رهبری آن زمان را به عهده بگیرد، نستور گیلن، رئیس دادگاه منطقه‌ای عالی، به‌عنوان ریاست دولت موقت انتخاب شد. روز بعد، یک حکومت نظامی مناسب با مشارکت قاضیان گیلن و کلتو کابررا گارسیا و معرفی مونتانو دازا و رائول کالویمونتس تشکیل شد. حکومت نظامی در ۲۴ ژوئیه با پذیرش نمایندگان کارگران، دانشجویان و معلمان به‌طور رسمی تشکیل شد. نماینده UMSA لوئیس گوسالوز ایندابورو، کنفدراسیون معلمان توسط دکتر آنیستو سولارس ، و کار سازماندهی شده توسط اورلیو آلکوبا، دبیر کل کنفدراسیون اتحادیه کارگران بولیوی بود.
بلافاصله در ۲۳ ژوئیه، حکومت نظامی بیانیه یازده ماده ای را منتشر کرد. این شامل تعهد به احترام به آزادی های مدنی داخلی و همچنین توافقنامه های بین المللی با سایر کشورها و تعهد به برگزاری انتخابات ریاست جمهوری و قانونگذاری جدید و دموکراتیک ظرف سه تا چهار ماه بود. حکومت نظامی همچنین اعلام کرد که قصد دارد تمام روزنامه های مصادره شده را به صاحبان آنها بازگرداند. لا رازن قبلاً در ۲۱ ژوئیه به ناشر خود بازگردانده شده بود و ال دیارو اولین روزنامه ای بود که در ۲۲ ژوئیه به تیراژ روزانه بازگشت. علاوه بر این، تمام ادارات دولتی در ساعت ۲ بعد از ظهر روز ۲۳ ژوئیه به‌طور رسمی بازگشایی شدند.